# Операција Белебанк
Операција Белебанк (дан.  — „Операција Млаћење насилника”) је назив који је дат војном сукобу између војних снага босанских Срба и данских, норвешких и шведских борбених јединица које чине Нордијски батаљон Заштитних снага Уједињених нација (УНПРОФОР) (НОРДБАТ 2), изван града Тузла 19.9249.
Приликом покушаја ослобађања шведских снага на осматрачници Танго 2 поред села Калесија, данске снаге Јидске Драгон пука су упали у заседу бригаде босанских Срба Шековићи. Заседу су распршиле резервне снаге УН које су узвратиле јаком ватром данских тенкова Снов Леопард у два одвојена окршаја. Иако ниједан дански или шведски војник није убијен у операцији, процене говоре да је број погинулих Срба чак 150.
Инцидент је први пут да су данске оружане снаге извеле борбене операције од Другог светског рата пре скоро педесет година, и извор је текућих дебата и контроверзи о правима мировних снага УН да примењују силу и учествују у директној борби.

## УНПРОФОР-а у Босни и Херцеговини
Насиље и грађански рат широм Балкана почели су 1991. године распадом федерације југословенских република. Од 1992. године борбе су се прелиле у Босну и Херцеговину док је нација покушавала да постигне независност и признање. У нади да ће поставити темеље за мировне споразуме и минимизирати хуманитарне посљедице борби, УН су распоредиле мировне снаге у Босну убрзо након почетка сукоба. Године 1992, убрзо након ширења рата на Босну и Херцеговину, успостављене су заштитне снаге Уједињених нација (УНПРОФОР) које су послате у регион да, између осталих задатака, проследе хуманитарне напоре широм Босне и Херцеговине, да би на крају прерасле у снаге од скоро 38.599 војних лица од 2. марта 1995. Савјет безбједности је успоставио шест заштићених зона УН-а широм земље у Сарајеву, Тузли, Сребреници, Бихаћу, Горажду и Жепи 1993. године како би заштитио цивиле од напредовања војске босанских Срба и њиховог насиља над цивилним становништвом током напредовања.
Стварање безбедних зона УН је, међутим, допринело растућој критици УН мировних снага због укорењених концептуалних контрадикторности у њиховом успостављању. Иако је према резолуцији Савјета безбједности од странака захтијевано да успостављене области третирају као "сигурне", трупе УНПРОФОР-а које су управљале и штитиле те области добиле су мало практичних средстава за извршавање својих мандата. Док је у принципу УНПРОФОР био овлашћен да користи силу у самоодбрани и да координира ваздушну подршку за своје мисије са НАТО-ом, руководство УН је стратешки избегавало ситуације које су омогућавале мировним снагама да легитимно користе силу, уместо да очекују да ће њихово само присуство одвратити потенцијалне нападе и обезбедити безбедност становника заштићене зоне. Поред тога, УНПРОФОР је био суочен са суштински контрадикторним задатком обављања традиционалних мировних активности у области у којој није било мира за одржавање, већ оптерећеном сталним насиљем.

## Сигурно подручје Тузла
Војска босанских Срба која је напредовала која је пријетила да освоји град Сребреницу и друге дијелове источне Босне, као и број злочина које су снаге босанских Срба починиле над цивилним становништвом упркос напорима УН-а довели су до тога да Вијеће сигурности успостави шест такозваних заштићених зона УН-а широм Босне у Сарајеву, Тузли, Сребреници, Жепи, Горажду, Жепи. Једна таква заштићена зона успостављена је у Тузли, граду рудника соли 120  од Сарајева у североисточној области Босне. Тузла је постала критична локација првенствено због свог статуса популационог центра у земљи, са популацијом која се више него удвостручила са своје пријератне популације од 170.000 становника на преко 370.000. Друго, стратешки значај Сигурне зоне Тузла такође произилази из њене близине новоуспостављеној граници између Републике Српске под контролом Срба и подручја под контролом Бошњака. Тузла је била и стратешка локација у рату због посједовања једног од неколико великих аеродрома у земљи.
Одговорност за заштиту и управљање заштићеном зоном Тузла је стављена на НОРДБАТ 2, комбиноване снаге од 1.246 данских, норвешких и шведских војника. Пошто је пад Совјетског Савеза у суштини оставио Данску по први пут у њеној историји без потенцијалног војног противника, погоршање ситуације на Балкану и успостављање операција УНПРОФОР-а у региону пружили су нову мировну апликацију за одбрану Данске.
У оквиру овог мандата, главни задатак НОРДБАТ-а 2 био је да осигура сталну способност међународне заједнице да обезбиједи војну опрему и хуманитарну помоћ за дистрибуцију широм земље, штитећи велики аеродром недалеко од Тузле. Године 1994, Ларс Мелер из данских одбрамбених снага је именован за другог команданта за целину НОРДБАТ 2, операције састављене од јединица три националне војске, као и за команданта данских јединица. Како је данска војска већ распоредила велики број војника у помоћ трупама УН-а у Хрватској и Босни, подршка операцијама УНПРОФОР-а у Тузли била је релативно рутинска и неконтроверзна одлука. Додатна одлука данског парламента од 17. августа 1993. да пошаље 10 тенкова средње тежине Снов Леопард заједно са трупама у Тузлу била је, међутим, веома контроверзна јер распоређивање тешких оклопних возила, попут тенкова, никада раније није урађено као подршка хуманитарној операцији у Тузли, као у Тузли. 

## Инцидент
Ситуација у Босни се погоршала почетком 1994. године када су снаге босанских Срба почеле да покрећу бројне офанзиве на сигурну зону УН-а у Горажду, које су на крају окончане ваздушним нападом НАТО-а. Услови у Сигурној зони Тузла одражавали су општи тренд, а седмице које су претходиле операцији Белебанк окарактеризирале су примјетно интензивирање гранатирања, посебно усмјереног према аеродрому у Тузли. Као одговор на појачано гранатирање, данска ескадрила је развила план за ванредне ситуације — план Белебанк — како би била у могућности да брзо мобилише трупе у одбрану аеродрома у Тузли. Иако је узбуна оглашена и план изведен неколико пута под јаким гранатирањем, мобилизација трупа и тенкова на тузланском аеродрому никада није довела директно до директног окршаја или сукоба.
Међутим, у ноћи 29. априла 1994. у данском логору огласили су се аларми и седам од десет тенкова Леопард 1 А5 је позвано у акцију. Извештаји неколико команданата тенкова говоре да су тенковске дивизије мобилисане и послате без јасних наређења или задатка, али су обавештени да су животи особља УН били угрожени. Убрзо је, међутим, пренето командантима тенкова да треба да спасу осматрачницу ТАНГО 2, коју су попуниле норвешке и шведске трупе, на коју су снаге босанских Срба које су надгледале на оближњем врху планине нашле под јаком ватром.
Када се колона тенкова приближила селу Сарачи 8 километара источно од Тузле, подвргнути су тешком гранатирању снага босанских Срба минобацачем и противтенковским ракетама, између осталих облика артиљерије. Док су делови колоне тражили заклон у Сарачима, пар тенкова је послат у покушају да спасе стуб ТАНГО 2. Док су делови колоне чекали даља наређења у Сарачима, прва два тенка поново су се нашла под јаком артиљеријском ватром када су стигли до села Калешије, најближег насеља осматрачници. Иако су дански команданти тражили подршку НАТО-а у виду ваздушног удара, ови захтеви су на крају одбијени.
Тачан редослед догађаја који су уследили је тешко оспорен јер су званични извештаји о операцији доведени у питање детаљима и алтернативним извештајима које су изнели команданти тенкова и друге данске трупе које су учествовале у операцији. Спорови су се првенствено вртели око два кључна аспекта: да ли су икада издата изричита наређења снагама стационираним у Сарачима да заузму одбрамбени положај и да узврате ватру босанских Срба, и ако јесте, ко је издао та наређења. Према неколико извора, губици на страни босанских Срба достигли су до 150 људи и складиште муниције. Међутим, ови бројеви остају незванични, пошто су команданти босанских Срба званично изјавили да су претрпели само девет губитака током инцидента. Оно што се са сигурношћу зна, међутим, јесте да су данске снаге узвратиле ватру на своје нападаче, испаливши укупно 72 метка на трупе босанских Срба: 44 високоексплозивна (брисанце) метка, 19 метака фосфора и 19 оклопних метака. Меци су погодили складиште муниције и неколико бункера, као и три тенка Т-55 босанских Срба, према другом извору,  што је изазвало много уништења и осујетило заседу у примеру онога што Мелер описује као „миша који је појео мачку“.

## Последице
Догађаји у операцији Белебанк никако нису били без посљедица ни за данске снаге ни за веће мировне операције УН-а које су подржавале као дио УНПРОФОР-а. Критике на рачун операције и њеног руководства, посебно данских лидера Ларса Мелера и Царстена Расмуссена, стигле су и од администратора УН-а и од сукцесивног руководства НОРДБАТ-а 2. Они у УН који су одувек били скептични према распоређивању тенкова од стране данске владе тврдили су да је само присуство оклопних возила у Тузли провокација и да је изазвало пораст агресије на српској страни. Интерно, последњи командант НОРДБАТ-а 2, бригадни генерал Пер Хвидберг, стациониран у Тузли од 1995. до 1996. године, описао је Молерову употребу силе као непотребну, „провокативну“ и „погрешну“ јер је прекршила стриктна Правила ангажовања која су поставиле УН.
Инцидент је изазвао мешовите унутрашње реакције, пошто су делови УН увек подизали отпор и скептицизам према употреби тешке артиљерије и тенкова као компоненти мировних мисија, док су други делови показали спремност да одобре употребу такве силе. После операције Белебанк, седиште УН-а у Загребу, Хрватска, почело је да истражује да ли су Данци прекомерном употребом силе прекршили „правила ангажовања”. Дебрифинг је показао да су данске снаге отвориле ватру тек након што су на њих пуцане, а затим тек након значајног одлагања. Према Мелеру, штаб УН је предузео неке мере да ограничи слободу кретања данских тенкова након инцидента. Данска влада никада није спровела саслушања или истрагу о догађајима операције Белебанк. Касније те године догодио се још један инцидент између данских мировних снага и српских снага у близини Градачца током операције Аманда.
У већим размерама, операција је такође резултирала озбиљним последицама по УНПРОФОР и углед и легитимитет мировних снага УН. Одлука Савјета безбједности да дозволи употребу силе снагама УНПРОФОР-а у самоодбрани и да сарађује са НАТО-ом како би наредио ваздушну подршку резултирала је великим нескладима између војне реалности услова на терену у Босни и традиционалног схватања природе и улоге мировних снага УН. Као што је илустровано у случају операције Белебанк, оно што је резултирало као последица таквих неслагања био је у великој мери неповезан систем у којем су снаге УНПРОФОР-а, које су у принципу биле овлашћене да користе силу и ваздушну подршку у самоодбрани, али им је руководство УН-а често одбијало њихове захтеве, које је било опрезно да дозволи да такве снаге УНПРОФОР-а буду овлашћене за ратне снаге. сама себе. Иако нису биле директна посљедица операције Белебанк, контрадикторне структуре и мандат у основи УНПРОФОР-а и контроверзна улога коју су имале његове операције у Босни и Херцеговини на крају су довели до тога да Вијеће сигурности распусти УНПРОФОР као засебно одјељење у марту 1995. и да реструктурира програм у одвојене, али међусобно повезане мировне операције.

## Текућа дебата у Данској
Операција Бeлебанк се у данским медијима помиње као познати и историјски догађај у данској војној историји. Последњих година, инцидент је поново привукао пажњу медија након што је 2016. објављена књига Ларса Мелера од скоро 600 страница под насловом „Операција Бeлебанк“ која говори о догађајима. Опис који је Мелер проследио у својој књизи био је централни покретач у поновном буђењу дебате о низу догађаја који су се десили током операције пре више од двадесет година и враћању операције Бeлебанк у данске наслове.
Оштре критике од 2016. углавном је изазвала група војника који су учествовали у операцији Бeлебанк, а циљале су на вођство Карстена Расмусена, вође тенковске ескадриле у време операције, и самог Мелера, проглашавајући званичне извештаје о операцији лажним. Критике на рачун руководства операције први пут су изречене у интервјуу са Ериком Кирком, вођом вода другог вода. Иако се интервју са Кирком догодио скоро деценију пре објављивања Мелерове књиге, тек 2016, две године након Киркове смрти, други чланови операције су додали своје критике и случај изнели у жижу медија. Проглашавајући званичне извештаје сталном шалом, противљење Мелеровим и званичним записима о догађајима је покренуто и потврђено од стране преко 20 извора који су учествовали у операцији.
Најжешће спорни детаљи извештаја су они који описују команде дате да се други вод постави у формацију и наређења којима се овлашћује први вод да узврати ватру на српске војне снаге. Супротно ономе што стоји у званичним извештајима, алтернативни опис догађаја који је описао један број војника инсистира на томе да су Расмусен и Мелер ћутали преко радија и никада нису давали директна наређења да се водови окупе у формацију или да пуцају на Србе, захтевајући од команданта тенкова на терену да преузму ствари у своје руке како би избегли жртве током операције Белебанк. Како се присећа један од командира тенкова, није било наређења да се други вод постави у формацију да обезбеди заштитну ватру док је прва јединица тенкова кренула напред, непоштовање чак ни најосновнијих војних процедура што је могло да доведе до озбиљних последица по данске трупе.
Оптужбе изнете 2016. постале су толико значајне да је Данмаркс Радио, данска државна радиодифузна компанија, у јануару 2017. произвела посебан радио документарац о операцији под насловом Лаж о операцији Бeлебанк'. Расмусен и Мелер су на оптужбе против њих одговорили различитим приказима догађаја. У радио документарцу, Расмусен тврди да је, пошто су српске снаге испалиле прве метке, он потрчао до својих тенкова да нареди другом воду да заузме положај. Мелер, с друге стране, тврди да због недостатка времена за напад никада нису дата експлицитна наређења да се тенкови другог вода поставе у формацију. И Мелер и Расмусен, међутим, инсистирају на томе да је наређење да се узврати ватра на Србе који су напали, пренео сам Мелер преко радија.
Емисија је била извор значајног скандала јер су извештаји двојице лидера наишли на даље тврдње команданта тенкова и других пратећих трупа да су Расмусен и Мелер ангажовали медије на тако високом нивоу како би приписали заслуге за успех мисије и даље своје каријере. Расмусен и Мелер изнели су последичне оптужбе против новинарског интегритета ДР, што је резултирало привременим уклањањем емисије пре него што је касније поново емитовано под новим насловом Операција Бeлебанк-Борба за истину (дански: Оператион Бeлебанк- Кампен ом Сандхеден). Док су радио документарац и неколико других медијских истрага о операцији и оптужбама против Мелера и Расмусенових рачуна успели да изазову јавну дебату и политички притисак да се службени извештаји поново истраже, министар одбране Клаус Хјорт Фредериксен тврдио је да је случај застарео, чиме је одбацио могућност даље истраге.